# Жабеня Керміт
Жабеня́ Ке́рміт — найвідоміша з ляльок Маппет, створених американським лялькарем Джимом Генсоном. Керміт виступав як режисер і розпорядник «Ма́ппет-шо́у» і з'являвся в багатьох інших телепередачах.

## Створення персонажа
Перший варіант ляльки Керміта було створено з зеленого пальта, що належало матері Джима Генсона, і двох м'ячів для пінг-понгу, які стали очима. Спочатку Керміт був задуманий як ящірка, але незадовго до виступів на Вулиці Сезам став жабою. Щоб виглядати більш «жаб'ячим», а також щоб приховати шов між головою і тілом, йому додали комір.
Поширювалися чутки, що ім'я «Керміт» з'явилося через друга дитинства Генсона, Керміта Скотта з Міссісіпі. Однак Карен Фальк, голова Ради Директорів спадщини Джима Генсона, це категорично заперечує:
|  | Хоча Джим Генсон мав у дитинстві знайомого на ім'я Керміт, на той час це не було незвичним ім'ям, і Джим завжди говорив, що Жабу названо не на честь цієї дитини з його початкової школи.Оригінальний текст (англ.) While Jim Henson did have a childhood acquaintance named Kermit, it was not an uncommon name at the time, and Jim always said that the Frog was not named after this child from his elementary school |

## Кар'єра
Керміт — один з провідних персонажів «Маппет-шоу», в якому виступав як режисер і розпорядник. Крім Маппет-шоу, жабеня було постійним персонажем у ляльковому шоу «Вулиця Сезам» і з'являлося в безлічі інших телепередач, нерідко як «живий» гість ток-шоу.
З'явилося на екрані телевізора 1955 року, і з того моменту аж до своєї смерті в 1990 році його озвучував сам Джим Генсон. Керміт має характерний голос, який нерідко ставав об'єктом пародій, і пристрасть до співу. Одна з виконаних ним пісень, Rainbow Connection, протрималася в American Top 40 сім тижнів і була номінована 1979 року на Золотий глобус і Оскар.
Під ім'ям жабеняти Керміта вийшло дві книжки (одна з них — автобіографія), воно здобуло ступінь доктора honoris causa, і має свою зірку на голлівудській алеї слави.
Однією з останніх робіт Керміта є повнометражний фільм «Маппет», що вийшов у світовий прокат у грудні 2011 року.

## У культурі

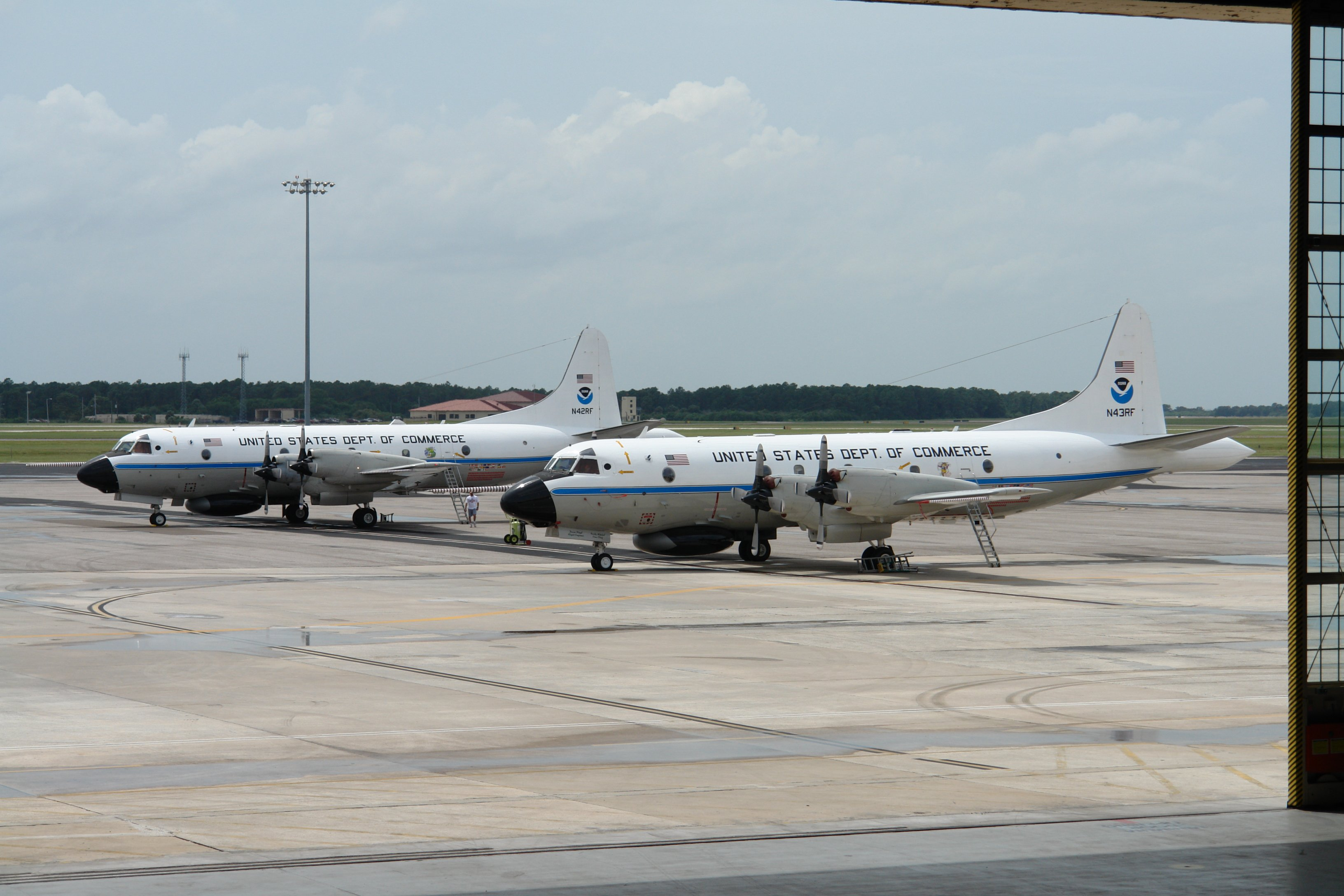
Lockheed WP-3D «Керміт» і «Місс Піггі». Емблеми з персонажами біля вхідних дверей.

- З'являється як анонімний інформатор в одній зі сцен у мультсеріалі «Гріффіни» в серії «Deep Throats» (4x23).
- З'являється в телепередачі в мультсеріалі «Гріфіни» в серії «Mother Tucker» (5x2).
- На честь Керміта названо один з літаків Lockheed WP-3D мисливців за ураганами (позивні — NOAA 42).
- Капітан Ед Мерсер у телесеріалі «Орвілл» має іграшку — жабеня Керміта, яке має собі за приклад позитивного світорозуміння.
- Улюблена іграшка Еріка Картмена, персонажа мультсеріалу «Південний парк» — жабеня Клайд (пародія на жабеня Керміта).